# Finlande au Concours Eurovision de la chanson 2021
 (avril 2025).
Motif : Cf. Discussion:Finlande au Concours Eurovision de la chanson 2025/Admissibilité
- Archive Wikiwix
- Bing
- Cairn
- DuckDuckGo
- E. Universalis
- Gallica
- Google
- G. Books
- G. News
- G. Scholar
- Persée
- Qwant
- (zh) Baidu
- (ru) Yandex
- (wd) trouver des œuvres sur Wikidata

| 1. | Préciser le motif de la pose du bandeau. | Précisez le motif de la pose du bandeau en utilisant la syntaxe suivante : {{admissibilité à vérifier\|date=avril 2025\|motif=remplacez ce texte par le motif}}                                                         |
| 2. | Informer les utilisateurs concernés.     | Pensez à avertir le créateur de l'article, par exemple, en insérant le code ci-dessous sur sa page de discussion : {{subst:avertissement admissibilité à vérifier\|Finlande au Concours Eurovision de la chanson 2021}} |

La Finlande est l'un des trente-neuf pays participants du Concours Eurovision de la chanson 2021, qui se déroule à Rotterdam aux Pays-Bas. Le pays est représenté par le groupe Blind Channel et leur chanson  Dark Side, sélectionnés lors de l'Uuden Musiikin Kilpailu 2021. Le pays se classe 6e avec 301 points lors de la finale, réalisant ainsi son meilleur résultat depuis 2006.

## Sélection
Le diffuseur finlandais Yle confirme sa participation à l'Eurovision 2021 le 7 mars 2020. Après l'annulation de l'édition 2020, le chanteur Aksel Kankaanranta se voit offrir une place pour la finale.

### Format
La sélection se déroule sur une soirée, lors de laquelle sept artistes participent. Le résultat est déterminé par un vote combinant un jury international — de 7 pays différents — pour 25 % et le télévote finlandais 75 %. Chaque jury international attribue 2, 4, 6, 8, 10 et 12 points à ses six chansons préférées pour un total de 294 points. Le télévote attribue, pour sa part, le 882 points — soit trois fois plus — de manière proportionnelle au vote.

### Résultats
| Ordre | Artiste                    | Chanson                              | Jury | Télévote | Télévote    | Télévote | Total | Place |
| Ordre | Artiste                    | Chanson                              | Jury | Voix     | Pourcentage | Points   | Total | Place |
| ----- | -------------------------- | ------------------------------------ | ---- | -------- | ----------- | -------- | ----- | ----- |
| 1     | Teflon Brothers et Pandora | I Love You                           | 30   | 23 493   | 17.0%       | 150      | 180   | 2     |
| 2     | Aksel                      | Hurt                                 | 56   | 8 154    | 5.9%        | 52       | 108   | 5     |
| 3     | Laura                      | Play                                 | 4    | 1 382    | 1.0%        | 9        | 13    | 7     |
| 4     | Danny                      | Sinä päivänä kun kaikki rakastaa mua | 22   | 5 942    | 4.3%        | 38       | 60    | 6     |
| 5     | Oskr                       | Lie                                  | 62   | 8 292    | 6.0%        | 53       | 115   | 4     |
| 6     | Blind Channel              | Dark Side                            | 72   | 75 040   | 54.3%       | 479      | 551   | 1     |
| 7     | Ilta                       | Kelle mä soitan                      | 48   | 15 892   | 11.5%       | 101      | 149   | 3     |

| Détail du vote des jurys internationaux | Détail du vote des jurys internationaux | Détail du vote des jurys internationaux | Détail du vote des jurys internationaux | Détail du vote des jurys internationaux | Détail du vote des jurys internationaux | Détail du vote des jurys internationaux | Détail du vote des jurys internationaux | Détail du vote des jurys internationaux | Détail du vote des jurys internationaux |
| Ordre                                   | Chanson                                 | Drapeau du Royaume-Uni                  | Drapeau de la Suisse                    | Drapeau des États-Unis                  | Drapeau de la Pologne                   | Drapeau de l'Islande                    | Drapeau de l'Espagne                    | Drapeau des Pays-Bas                    | Total                                   |
| --------------------------------------- | --------------------------------------- | --------------------------------------- | --------------------------------------- | --------------------------------------- | --------------------------------------- | --------------------------------------- | --------------------------------------- | --------------------------------------- | --------------------------------------- |
| 1                                       | I Love You                              | 6                                       | 2                                       | 2                                       | –                                       | 6                                       | 4                                       | 10                                      | 30                                      |
| 2                                       | Hurt                                    | 10                                      | 12                                      | 8                                       | 8                                       | 4                                       | 8                                       | 6                                       | 56                                      |
| 3                                       | Play                                    | –                                       | –                                       | –                                       | 2                                       | –                                       | 2                                       | –                                       | 4                                       |
| 4                                       | Sinä päivänä kun kaikki rakastaa mua    | 4                                       | 4                                       | 4                                       | 4                                       | 2                                       | –                                       | 4                                       | 22                                      |
| 5                                       | Lie                                     | 8                                       | 10                                      | 10                                      | 10                                      | 12                                      | 10                                      | 2                                       | 62                                      |
| 6                                       | Dark Side                               | 12                                      | 8                                       | 12                                      | 12                                      | 8                                       | 12                                      | 8                                       | 72                                      |
| 7                                       | Kelle mä soitan                         | 2                                       | 6                                       | 6                                       | 6                                       | 10                                      | 6                                       | 12                                      | 48                                      |

La soirée se conclut sur la victoire du groupe Blind Channel avec sa chanson Dark Side, qui représenteront donc la Finlande à l'Eurovision 2021.

## À l'Eurovision
La Finlande participe à la deuxième demi-finale du 20 mai 2021. Elle s'y classe 5e avec 234 points, se qualifiant donc pour la finale. Lors de celle-ci, elle termine à la 6e place avec 301 points.